# Robert Burbano
Robert Javier Burbano Burbano (Quevedo, 27 settembre 1970) è un ex calciatore ecuadoriano, di ruolo centrocampista.